# Prostitucija u Aziji
Zakonitost prostitucije u Aziji varira od države do države. Velika je razlika između napisanih zakona i njihova provođenja u praksi. Primjerice, u Tajskoj je prostitucija nezakonita, ali je općeprihvaćena te je Tajska cijenjena kao prestižno odredište za spolnosni turizam. U većini azijskih država smatra se prihvatljivim da muškarac koristi usluge prostitutki, ali od žene se očekuje biti suzdržana od spolnih odnosa prije braka. Dječja prostitucija je vrlo raširena u jugoistočnoj Aziji; od 30% do 35% svih prostitutki čine osobe stare od 12 do 17 godina.